# MUTV
MUTV（Manchester United Television，曼聯電視頻道）是由英超聯賽球隊曼徹斯特聯隊所運營的官方電視頻道。自1998年9月10日起開始播出。播出曼聯教職員及球員的獨家專訪及曼聯的比賽等節目。在2007年11月16日，ITV出售了其在MUTV的股份。目前MUTV的股份66.6%屬曼聯所有，33.3%屬BSkyB。
2013年1月22日，曼聯宣佈從BSkyB收購其所有MUTV的股份，令MUTV成為曼聯全資擁有電視台。

## 主要節目
- The Match（播出曼聯在英超、歐冠等賽事上的最新比賽）
- Plays The Pundit（之前比賽的結果分析）
- Premier League Classic（過去經典比賽的重播）
- Red Hot News（有關曼聯的最新新聞）
- 紀錄片

## 評論員/主持人
- Paddy Crerand
- Hayley McQueen
- Mark Pearson
- Paul Anthony
- Matt Cole
- Joe Evans
- Mandy Henry
- David Stowell
- Mark Sullivan
- Stewart Gardner

### 前主持人
- Ally Begg
- Steve Bottomley
- Steve Bower
- Andrew Dickman
- Dan O'Hagan
- Stuart Pearson
- Bryan Swanson